# Nelliampati
Nelliampati (o Nelliampathi) és una serralada de muntanyes a Kerala.
L'altura varia entre 900 i 1500 metres. Les muntanyes estan cobertes de jungla i tenen molta fusta; s'hi cultiven també diverses espècies; hi havia la tribu dels kaders. El cafè és un producte desenvolupat a aquestes muntanyes a partir del 1860; el 1883 hi havia 17 plantacions. El clima és agradable la major part de l'any, però durant el monsó del jun a l'agost, la pluja i el fort vent compliquen les coses